# North Woolwich

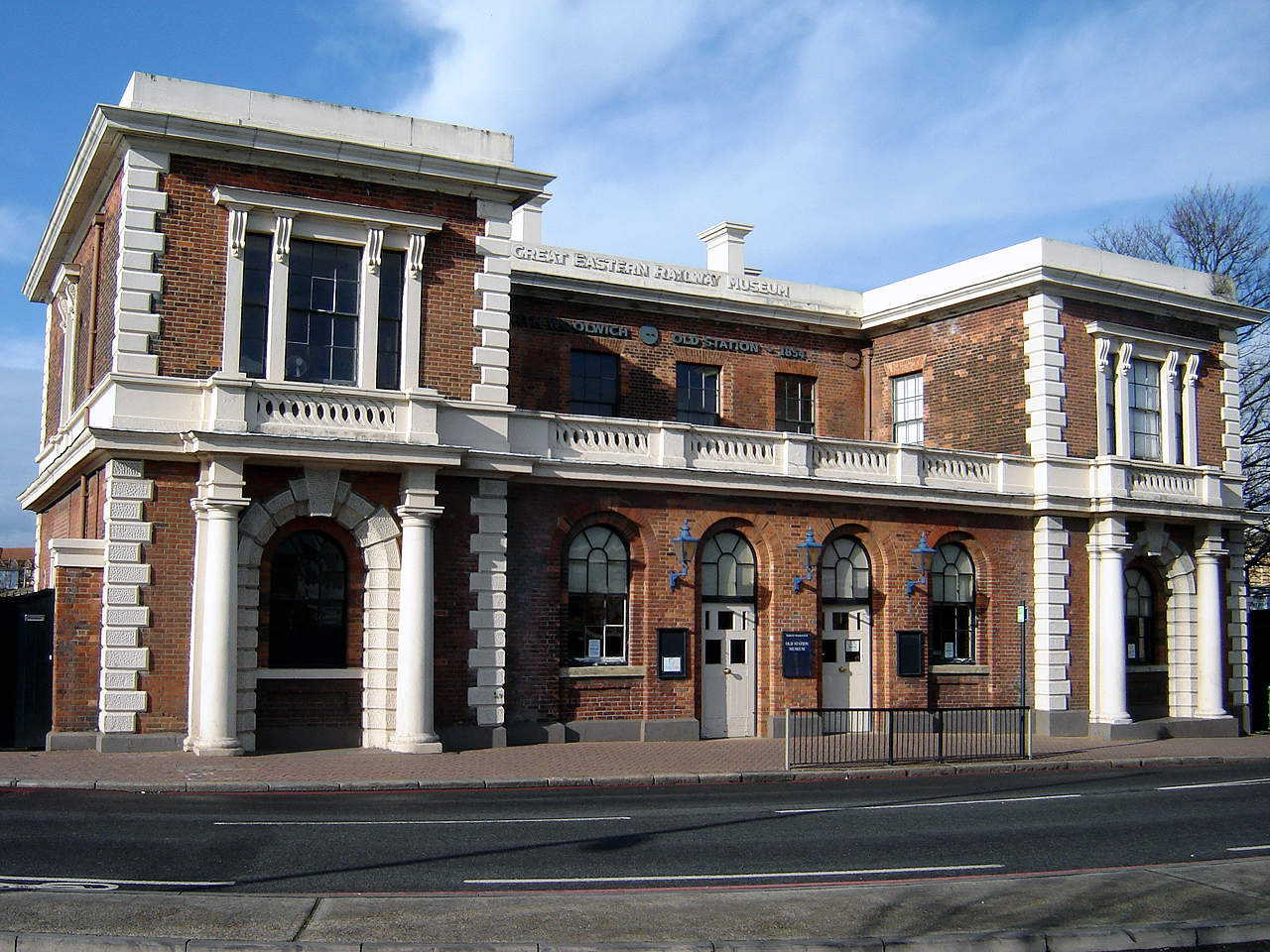
North Woolwichs nedlagda järnvägsstation

North Woolwich är en stadsdel (district) på norra stranden av floden Themsen i London Borough of Newham i östra London. Den ligger norr om Woolwich, som ligger på södra stranden.
Platserna knyts samman med färjan Woolwich Ferry och även med Woolwich gångtunnel.
Bredvid färjeterminalen ligger North Woolwichs nedlagda järnvägsstation.
Istället öppnade en förlängning av Docklands Light Railway i december 2005. 2009 förlängdes linjen till Woolwich Arsenal Station söder om floden.
Ytterligare en nedlagd järnvägsstation på North London Line används som museum sedan 1984.
North Woolwich bombades hårt under andra världskriget.
Här har tidigare legat industrier och skeppsvarv.

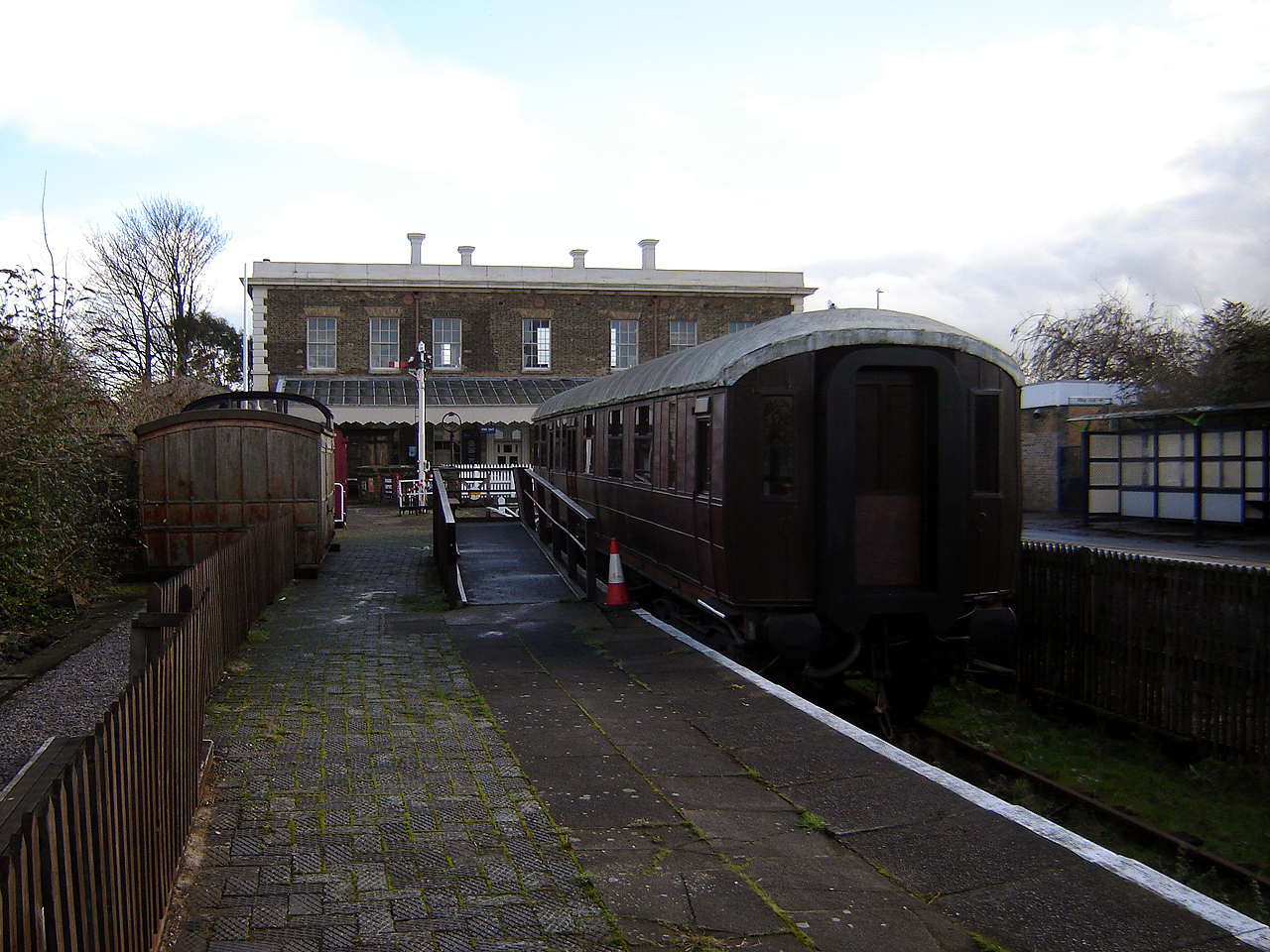
Järnvägsmuseet i North Woolwich. Plattform till nedlagda North London Lines station syns till höger.